# Иларион Новый
Иларио́н Но́вый Пеликитский (греч. Ιλαρίων ο Νέος; ок. 694—754) — христианский святой, почитается в лике святых как преподобный. Память в православной церкви — 28 марта (10 апреля).
Исповедник Иларион называется Новым в отличие от Илариона Далматского, также исповедника, пострадавшего при императоре Византийском Льве V Армянине.

## Жизнеописание
Родился около 694 года. Большую часть своей жизни провёл в затворе, постничестве и глубокой молитве. За его святость и добросовестную жизнь он был удостоен сана пресвитера, после чего его поставили игуменом монастыря Пеликит близ пролива Дарданеллы.
Иосиф Песнописец в тропаре 8-й песни канона, написанного им в честь святого, сообщает, что Иларион претерпел от мучителей за почитание честной иконы Спасителя гонения и оскорбления, за что и называет его мучеником. Иларион преставился около 754 года, когда в Великий четверг военачальник Лахондракон преследовал иконопочитателей и священнослужителей. Внезапно напав на Пеликитский монастырь, он дерзко ворвался в храм, а затем и в алтарь во время Божественной литургии, прервал службу, поверг на землю Святые дары. Сорок два инока были схвачены, закованы в цепи, отосланы в Ефесскую область и там умерщвлены. Другим же инокам нанесли тяжёлые увечья, били, опаляли бороды огнём, лица мазали смолой, отрезали носы. Наконец, Лахондракон приказал поджечь храм и весь монастырь. Во время этих мучений среди иноков оказался преподобный Иларион, который скончался вместе со всеми иноками.
Иларион Новый оставил множество духовных произведений, в которых рассказывается о глубоких нравственных наставлениях, о духовном подвижничестве. С его трудами был хорошо знаком Иосиф Волоцкий, который рассказывает о монашеских подвигах в своих богословских произведениях.

## Память
- В православной церкви память Илариона Нового совершается 28 марта (10 апреля).